# Liste der Bodendenkmäler in Rüdenhausen
Auf dieser Seite sind die Bodendenkmäler in dem unterfränkischen Markt Rüdenhausen zusammengestellt. Diese Tabelle ist eine Teilliste der Liste der Bodendenkmäler in Bayern. Grundlage ist die Bayerische Denkmalliste, die auf Basis des Bayerischen Denkmalschutzgesetzes vom 1. Oktober 1973 erstmals erstellt wurde und seither durch das Bayerische Landesamt für Denkmalpflege geführt wird. Die folgenden Angaben ersetzen nicht die rechtsverbindliche Auskunft der Denkmalschutzbehörde.

## Bodendenkmäler in Rüdenhausen
| Lage                   | Objekt | Akten-Nr.     | Bild |
| ---------------------- | --- | ------------- | ---- |
| Rüdenhausen (Standort) | Archäologische Befunde des Mittelalters und der frühen Neuzeit im Bereich der 1708–12 errichteten Evangelisch-Lutherischen Pfarrkirche St. Peter und Paul von Rüdenhausen sowie Körperbestattungen des Mittelalters und der frühen Neuzeit. Siehe auch: St. Peter und Paul (Rüdenhausen) | D-6-6228-0011 |      |
| Rüdenhausen (Standort) | Archäologische Befunde und Funde sowie mittelalterliche Vorgängerbebauung und untertägige Teile des frühneuzeitlichen Alten Schlosses von Rüdenhausen. Siehe auch: Schloss Rüdenhausen                                                                                                   | D-6-6228-0020 |      |